# آنا-ماریا شکلوتسکا
آنا-ماریا شِـکلوتسکا (لهستانی: Anna-Maria Sieklucka؛ ‏ [ɕeˈklut͡ska] ‏ sheh-KLOO-tska؛ زادهٔ ۳۱ مهٔ ۱۹۹۲) بازیگر و خواننده اهل لهستان است. وی از سال ۲۰۱۹ میلادی تاکنون مشغول فعالیت بوده‌است و برای نقش اصلی خود در فیلم درام شهوانی ۳۶۵ روز (۲۰۲۰) شناخته شده‌است.

## اوایل زندگی
شکلوتسکا در لوبلین، بزرگترین شهر شرق لهستان به دنیا آمد. پدرش، «یژی آنتونی شکلوتسکی»، یک وکیل است. او در دانشکده نمایش عروسک‌گردانی آکادمی ملی هنرهای تئاتر ای‌اس‌تی مستقر در وروتسواف تحصیل کرد و در سال ۲۰۱۸ فارغ‌التحصیل شد. او به زبان‌های لهستانی، انگلیسی، فرانسوی و آلمانی روان صحبت می‌کند.

## حرفه
در اکتبر ۲۰۱۹، او در یک قسمت از سریال تلویزیونی لهستانی در خوشی و سختی ظاهر شد که بر زندگی امدادگران و کارکنان بیمارستان متمرکز بود.
او اولین فیلم خود را در نقش لورا بیل، همراه با میکله مورونه، در فیلم درام اروتیک ۳۶۵ روز (۲۰۲۰) و دنباله آن انجام داد. او فیلمبرداری را به عنوان یک چالش توصیف کرد و در ابتدا پس از خواندن فیلمنامه در پذیرش نقش مردد بود. این فیلم با استقبال بسیار منفی روبرو شد اما در بسیاری از کشورهای جهان محبوبیت داشت؛ طبق گزارش نیوزویک این فیلم پربیننده‌ترین فیلم نتفلیکس در سال ۲۰۲۰ بود شکلوتسکا برای بازی خود نامزد دریافت جایزه تمشک طلایی بدترین بازیگر زن شد.

## فیلم‌شناسی
- در خوشی و سختی (۲۰۱۹؛ سریال تلویزیونی)
- ۳۶۵ روز (۲۰۲۰)
- ۳۶۵ روز: امروز (۲۰۲۲)
- ۳۶۵ روز آینده (۲۰۲۲)